# Bermuda i olympiska sommarspelen 1936
Bermuda deltog med fem deltagare vid de olympiska sommarspelen 1936 i Berlin. Ingen av landets deltagare erövrade någon medalj.

## Simning
- Percy Belvin
- Edmund Cooper
- Leonard Spence
- Dudley Spurling
- John Young